# Ліберальний альянс (Данія)
Ліберальний альянс (дан. Liberal Alliance) — ліберальна та лібертаріанська політична партія в Данії.
Після загальних виборів 2015 року партія має 13 місць у Фолькетинзі. Партія є складовою частиною правоцентристського блоку в данській політиці. З листопада 2016 року вона була частиною трипартійного коаліційного уряду з Ліберальною партією (Венстре) та Консервативною народною партією.

## Історія
Партія була заснована 7 травня 2007 року депутатом Насером Хадером, депутатом від Соціал-ліберальної партії Андерсом Самуельсеном та членом Консервативної народної партії Гітте Цегбергом. Спочатку партія отримала назву Новий Альянс. Вона підтримала уряд Ліберальної партії та Консервативної народної партії.
30 серпня 2007 року партія представила політичну програму. Деякі з пунктів у цій програмі включали: більш тривале відвідування школи, безкоштовне харчування та домашня допомога; європейський план Маршалла на Близький Схід; збільшення іноземної допомоги до 1 % ВВП; посилення уваги до профілактики громадського здоров'я та зниження цін на здорову їжу; і вичерпна реформа, пов'язана з політикою імміграції та притулку.
На загальних виборах 2007 року, що відбулися 13 листопада 2007 року, партія отримала 2,8 % голосів, здобувши 5 з 179 місць у парламенті Данії.
На виборах 2009 року партія отримала 0,59 % голосів, залишившись без представництва в Європейському парламенті.
На загальних виборах 15 вересня 2011 року партія має 5,0 % голосів та 9 місць у парламенті.
На європейських виборах 2014 року Ліберальний союз отримав 2,9 % голосів, знову не повернувши жодного члена Європарламенту.
У загальних виборах 2015 року, що відбулися 18 червня 2015 року, партія виграла 7,5 % голосів та 13 місць у Фолькетинзі. Наприкінці листопада 2016 року партія увійшла до трипартійного коаліційного уряду разом з Венстре і Консервативною народною партією, третього кабінету Ларса Люкке Расмуссена. Лідер партії Андерс Самуельсен був призначений міністром закордонних справ, а Саймон Еміль Аммітзболл зайняв посаду міністра економіки та внутрішніх справ. Додатковими членами кабінету Ліберального Альянсу є Мерете Ріїсагер (освіта), Метте Бок (культура), Оле Бірк Олесен (транспорт, будівництво та житло), Тіра Франк (з питань людей похилого віку).

## Лідери
З часу свого створення партія мала двох лідерів:
- Насер Хадер (2007—2009)

- Андерс Самуельсен (2009 — нині)